# Cándido María Trigueros
Cándido Melchor María Trigueros Díaz de Lara y Luján, noto anche col nome d'arte di Melchor Diaz de Toledo, poeta del XVIII secolo fino ad ora sconosciuto (Orgaz, 1736 – Madrid, 1798), è stato uno scrittore spagnolo.
Scrisse due poemi, Il poeta filosofo (1778) e la Riada (1784), per poi dedicarsi completamente al teatro.